# Exocarpos pullei
Exocarpos pullei là một loài thực vật có hoa trong họ Santalaceae. Loài này được Pilg. mô tả khoa học đầu tiên năm 1924.